# Víctor Hurtado
Víctor Vicente Hurtado Ladrón de Guevara (22 de enero de 1959) es un exfutbolista peruano que se desempeñaba como delantero. Jugó en clubes de Perú, Inglaterra, Colombia y Uruguay

## Trayectoria
Debutó en Sport Boys en 1977. Tres años después, en enero de 1980, viajó junto a Raúl Gorriti a pasar una prueba en Leeds United de Inglaterra. Regresó a Sport Boys y con este equipo obtuvo el título del Campeonato Descentralizado 1984 donde jugaba como puntero izquierdo. Junto a Miguel Seminario y Juan Carlos Cabanillas formaban la gran tripleta ofensiva de la Misilera Rosada, que dominó el fútbol peruano a inicios de la década de 1980.
En 1985 emigra a Uruguay para jugar por Peñarol donde obtiene su segundo título en el Campeonato Uruguayo de Primera División.
En 1986 juega por Universitario de Deportes. A mediados de 1987 llega al Sporting Cristal donde logró el título del Campeonato Descentralizado 1988 y donde finaliza su carrera en 1989.
Muy hábil, buen habilitador de gol y certero frente al arco, Hurtado jugaba como falso nueve, tenía un regate de un estilo particular y era encarador como él solo.

## Selección nacional
Fue internacional con la Selección de fútbol del Perú en 6 partidos entre 1979 y 1988. Hizo su debut el 11 de julio de 1979 en un amistoso ante Ecuador con triunfo peruano por 2-1.

## Clubes
| Club                      | País       | Año         |
| ------------------------- | ---------- | ----------- |
| Sport Boys                | Perú       | 1977 - 1980 |
| Leeds United              | Inglaterra | 1980        |
| Sport Boys                | Perú       | 1981        |
| Independiente Medellín    | Colombia   | 1982        |
| Sport Boys                | Perú       | 1983 - 1984 |
| Peñarol                   | Uruguay    | 1985        |
| Universitario de Deportes | Perú       | 1986        |
| Sporting Cristal          | Perú       | 1987 - 1989 |

## Palmarés

### Campeonatos nacionales
| Título              | Club             | País    | Año  |
| ------------------- | ---------------- | ------- | ---- |
| Primera División    | Sport Boys       | Perú    | 1984 |
| Campeonato Uruguayo | Peñarol          | Uruguay | 1985 |
| Primera División    | Sporting Cristal | Perú    | 1988 |